# 篠崎年子
篠崎 年子（しのざき としこ、旧姓：村田、1918年6月12日 - 2017年10月6日）は、日本の政治家。元参議院議員（1期）。元長崎県議会議員（1期）。

## 経歴
長崎県佐世保市生まれ。1931年（昭和6年）、佐世保市立大久保小学校卒業、1935年（昭和10年）、佐世保高等女学校卒業後、教職をめざし、長崎県女子師範学校入学。1937年（昭和12年）に卒業後、佐世保市立吉井南小学校、佐世保市立白南風小学校、佐世保市立光園小学校（現在の佐世保市立祇園小学校）、佐世保市立大久保小学校などで勤務。1941年（昭和16年）、教師と結婚。夫の校長就任と同時に退職。その後、夫が49歳で死去したため、1963年（昭和38年）、復職した。
1971年（昭和46年）、佐世保市議会議員選挙に立候補し、初当選。以後、3期連続当選。1983年（昭和58年）、長崎県議会議員選挙初当選。
1989年（平成元年）、第15回参議院議員通常選挙で日本社会党公認として長崎県選挙区から立候補し、自由民主党現職の宮島滉を破り、初当選。1995年（平成7年）、第17回参議院議員通常選挙には立候補せず、政界から引退。
2017年10月6日、胃がんのため長崎県佐世保市内の病院で死去。99歳没。

## その他
- 戦後は、日教組で反戦運動をした[4]。